# Yersinia enterocolitica
Yersinia enterocolitica je gramnegativní tyčinka bakterie z čeledi Enterobactericeae. Je významným patogenem zvířat a člověka s velkým zoonotickým potenciálem. Je častým původcem alimentárních onemocnění lidí v souvislosti s konzumací vepřového masa, nepasterizovaného mléka, případně ústřic.
Bakterie je fakultativně anaerobní, oxidáza negativní a fermentuje glukózu, je schopna růstu v chladničkových teplotách. U člověka způsobuje zánět tenkého, tlustého nebo slepého střeva provázené průjmy. Dále může způsobit záněty kloubů a zvětšení mízních uzlin. Y. enterocolitica je citlivá na chinolony.